# Zarui Muradian
Zarui Muradian (verheiratet Zarui Muradian-Ciamician; * 22. Januar 1939 in Constanța) ist eine rumänische Zoologin. Ihr Forschungsschwerpunkt sind die Krebstiere.

## Leben
Muradians Eltern Harutiun und Ana Muradian stammen aus Armenien. Zarui besuchte zwischen 1945 und 1955 die Grund- und Mittelschule ihrer Heimatstadt. 1958 trat sie in die Sanitärtechnische Schule von Constanța ein, die sie 1961 abschloss. Im selben Jahr wurde sie medizinische Assistentin in der Fachrichtung Geburtshilfe und Frauenheilkunde am Krankenhaus von Cernavodă, bis sie im Frühjahr 1964 in ein Hospital nach Constanța wechselte. Später in diesem Jahr heiratete sie den Tierarzt Aureliu Constantinescu, von dem sie sich 1972 scheiden ließ. 1965 verließ sie das Krankenhaus, um ein Biologiestudium an der Universität Bukarest zu absolvieren, das sie 1970 mit einem Verdientdiplom abschloss. In ihrer Studienzeit interessierte sie sich für Parasitologie und arbeitete im Labor von Elena Chiriac. Nach ihrem Abschluss wollte sie am Gymnasium arbeiten, aber dieser Posten war bereits besetzt. Im Dezember 1970 erhielt sie eine Anstellung als Museumsführerin am Muzeul Național de Istorie Naturală Grigore Antipa. 1974 wurde sie unter der Leitung von Mihai Băcescu Kuratorin an der Abteilung für Wirbellose. Băcescu nahm sie 1975 auch zur Promotion an, die sie jedoch bis zu ihrem Ausscheiden aus dem Museum nicht mehr schaffte.
Muradian widmete sich vor allem dem Studium der Krebstiergruppe Cumacea. In Zusammenarbeit mit Băcescu beschrieb sie sechs Gattungen, 28 Arten und drei neue Unterarten in wissenschaftlichen Zeitungen aus Rumänien und dem Ausland. Drei ihrer Artikel wurden in Frankreich veröffentlicht. In vier Artikeln beschrieb sie zwei neue Untergattungen und vier neue Arten. Ihre letzte Arbeit erschien 1980, als sie das Museum verließ. Besonders hervorgehoben wurden ihre wissenschaftlichen Illustrationen der Cumacea, die als beispielhaft für diese Gruppe gelten. Muradian gehörte zu einem Autorenkollektiv, das an einem Buchmanuskript über die rumänische Wirbellosenfauna arbeitete. Sie schrieb das Kapitel über die Cumacea. Das Buch blieb jedoch unveröffentlicht. Während Muradians Kuratorenschaft wurde die Typensammlung der Wirbellosenabteilung (außer Insekten) zwischen 1978 und 1980 stetig katalogisiert und registriert. Sie umfasste die Krebstiersammlung (Ruderfußkrebse, Ostrakoden, Cumacea, Asseln, Schwebegarnelen, Scherenasseln), die Würmersammlung, die Weichtiersammlung und die Fischsammlung. 1980 heiratete sie Nubar Ciamician (1927–2008), mit dem sie in die Vereinigten Staaten ging. Dort bewerb sie auf eine erneute Stelle als wissenschaftliche Mitarbeiterin für Krebstiere an einem US-amerikanischen Museum, jedoch ohne Erfolg. Sie setzte ihren Beruf als medizinische Assistentin fort und arbeitete bis zu ihrem Ruhestand als Medizinerin in einem Krankenhaus. 1992 und 1994 wurden noch einmal zwei Artikel über Virologie von ihr veröffentlicht.

## Dedikationsnamen
Iorgu Petrescu benannte die Arten Eocuma muradianae (1998), Bacescella muradianae (2000) und Procampylaspis muradianae (2001) zu Ehren von Muradian.